# Сфакианакис, Константинос
Константинос Сфакианакис, (греч. Κωνσταντίνος Ι. Σφακιανάκης; 1824, Крит — 28 ноября 1890, ) — греческий революционер и военачальник XIX века, командующий шести самых восточных епархий острова в период Критского восстания 1866 года и далее, до 1878 года.

## Семья
Константинос Сфакианакис был сыном Иоанна М. Папамихелакиса, родом из деревни Св. Иоанна, в греческой вольнице Крита, Сфакия.
Он также приходился внуком настоятеля Св. Иоанна, священника Михелидопапаса, бывшего соратником Даскалоянниса, руководителя критского восстания 1770-71 годов.
Во втором браке И. Папамихелакис женился на Екатерине, дочери священника Константина Педиотиса из села Врахаси и обосновался в этом селе. Первыми детьми семьи стали девочки Мария и Виктория.
Отец был судовладельцем единственного торгового судна.
Село Врахаси, где у родственников жены обосновался И. Папамихелакис, находилось восточнее Гераклиона и северо-западнее города Агиос Николаос и слыло “орлиным гнездом” – здесь никогда не проживали турки.
Когда весной 1821 года началась Освободительная война Греции, село естественным образом стало одним из центров восстания на востоке Крита.
И. Папамихелакис примкнул к восстанию, в котором упоминается и как военачальник, но в основном он перевозил на своём судне боеприпасы, а обратными рейсами преследуемое турками гражданское население на освобождённые территории и малые острова.
В конце 1823 года турки истребили скрывавшееся в пещере Мелидони гражданские население и его защитников (“Холокост Героспилоса”).
Событие подтвердило то факт, что сколь долго гражданское население ни скрывалось и оборонялось в пещерах, это не гарантировало его безопасность.
Иоаннис Памихелакис перевёз на своём судне на острова Архипелага гражданское население Врахаси и оставил свою семью на острове Астипалея. На последнем, в 1824 году, и родился Константин Сфакианакис.
В 1826 году, когда восстание на Крите пошло на убыль, семья вернулась в Врахаси, где в 1831 году родился младший брат Константина, Матфеос.
В 1839 году отец был повешен турками и Константин, который к тому времени потерял и свою мать, остался вместе со своими братьями в Врахаси на попечительстве своих дедов по материнской линии. В этот период, в силу происхождения отца, за ними закрепилось прозвище которое стало их фамилией «Σφακιανάκια» - Сфакианакиа/Сфакианакия (см Сфакиянята, уменьшительное и множественное от Сфакийцы).

## Судовладелец и купец
Константтин Сфакианакис не учился в школе. Элементарную грамоту ему преподал родственник. В подростковом возрасте он наследовал оружие отца и вместе с оружием его революционный порыв.
Но одновременно он наследовал рассудительность, хладнокровие и мудрость своего деда попа Константина Педиотиса, чьё имя он и носил.
Унаследованное судно отца, положило начало процветающему торговому дому, чьи филиалы он основал от восточного Крита вплоть до российского Таганрога.
Он женился в Врахаси на Марии Влахаки, с которой имел семерых детей – Иоанниса, Эммануила, Екатерину, Михаила, Хрисанти, Франциску и Антониса.

## Накануне Большого восстания
По настоянию Великих держав Крит не был включён в воссозданное в 1830 году греческое государство.
Остров был закреплён за вассалом султана Мухаммедом Али Египетским в качестве "компенсации за финансовые потери" понесёные им при попытке покорить Пелопоннес, а также в качестве компенсации за потопленные флотами Великих держав египетские корабли в Навваринском сражении.
В 1841 году Крит был вновь передан под непосредственный контроль султана и несмотря на непокорный характер критян до 1856 года остров пребывал в относительном мире.
В 1856 году после опубликования султанского “Хати Хумаюна” (Hatt-ı Hümayun) остров вновь пришёл в движение. Критяне стали требовать осуществления обещанных султаном и “Великими державами” либеральных реформ.
В качестве косметических реформ в вопросах самоуправления видные люди из православного греческого населения изредка приглашались на обсуждение насущных вопросов острова. Состоятельный и авторитетный купец и судовладелей Константин Сфакиотис был одним из них.
В 1863 году вали Измаил-паша собрался в поход против “беззаконных сфакиотов” которые по прежнему не признавали османскую власть.
Но перед походом Измаил-паша решил заручиться одобрением влиятельной греческой знати, 4 человека от каждой епархии, в общей сложности 80 человек.
Единственным представителем открыто выступившим против этого похода стал Константин Сфакианакис, заявивший что “будет несправедливо истребить 8 тысяч душ в Сфакия по причине немногих злодеев”.
Ответ Измаила подтвердил что османские власти не забыли о происхожденни Константина: “ ты ведь тоже из этой породы”.

## Во главе восставших восточного Крита
К. Сфакианакис принял участие в сходке представителей епархий Крита в мае 1866 года, состоявшейся в селе Буцунариа перед началом Большого Критского восстания 1866-69  годов.
Вместе с военачальником Константином Козирисом, он представлял епархию Мерамбеллос.

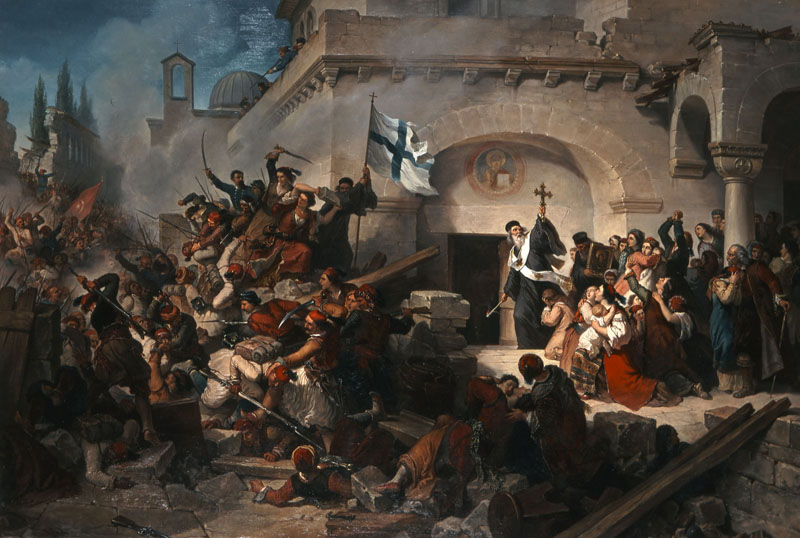
Художник Джузеппе Лоренцо Гаттери (1829—1884): «Холокост Аркади»

После «Холокоста (монастыря) Аркади» в ноябре в селе Камариотис состоялась сходка военачальников принявших решение продолжить борьбу на плато Ласити, которое в силу воинственности его жителей именовалось “Сфакия восточного Крита”.
Командующим 12 восточных епархий был избран Михаил Коракас.
Константин Сфакианакис был назначен командиром повстанцев прибывших из западного Крита.
Ласитиоты, число которых вместе с выходцами из западного Крита не превышало 2.000-3.000 бойцов, почти год противостояли силам Омер-паши превышавшим 20 тысяч пехотинцев, поддерживаемых артиллерией и 3 тысячами кавалеристов.
К концу 1867 года в селе Калликратис в Сфакия состоялась сходка уполномоченных всего острова, где были перераспределены зоны ответственности.
К. Сфакианакису были поручены 6 самых восточных епархий, в то время как “генеральный командующий” М. Коракас сохранил за собой остальные 6 из восточных епархий.
Заместителем Сфакианакиса был назначен Антониос Зографос (Ксантудидис), который также был родом из Сфакия
На посту командующего 6 епархий Сфакианакис проявил себя мужественным, решительным, но и разумным военачальником , получив признание своих бойцов и офицеров.
Вместе с ним сражался и его младший брат Матфеос, который стал известен в последующих критских восстаниях.
После сворачивания и этого восстания Константин Сфакиакис вместе с братом Матвеем были последними повстанцами сдавшими своё оружие османскому наместнику (до того османскому правителю острова Самос) греку Костасу Адосидису-паше (25/1/1869), после чего Адосидис почтил их разрешением носить своё оружие и впредь.

## Восстание 1878 года
В 1878 году вспыхнуло очередное критское восстание, на этот раз в значительной степени вызванное началом русско-турецкой войны.
Он вновь стал командующим епархий Ласити и одержал ряд побед. За верную стратегию и и военное мастерство проявленное им на полях сражений он получил также прозвище “разумная голова” («γνωστικό κεφάλι»).
Кроме того, он проявил себя и как отличный стрелок. Поэт Иоаннис Константинидис (1848-1917), который воевал под его началом, несколько раз отмечал мастерство стрелка Сфакианакиса в своих стихах. Он же в своих стихах отмечает рассудительность Сфакианакиса (Του Σφακιανάκη σύνεσι).
В результате поражения Османской империи в войне, турки пошли на ряд существенных уступок в пользу православного греческого населения острова, в рамках Соглашения Халепы. Но Сан-Стефанский мир не предусматривал перемен в статусе Крита, а последовавший Берлинский конгресс решил, что остров будет по прежнему оставаться османской территорией.
Сфакианакис был горд, что на подписании Соглашения Халепы председательствовал его старший сын, Иоаннис.
По инициативе Костакиса Адосидиса-паши Сфакианакис был назначен христианским правителем Ласити. На этом посту он оставался недолго и вскоре вернулся к коммерческой деятельности.

## Последние годы
Сфакианакис обосновался в городе Агиос Николаос, откуда расширил деятельность своего торгового дома вплоть до Одессы, где правление филиалом своей фирмы поручил своему третьему сыну, Михаилу.
Михаил впоследствии стал депутатом критского парламента и первым мэром (свободного) Агиос Николаос.
Сфакианакис был злостным курильщиком. К концу жизни был не в состоянии скручивать собственные сигареты, что за него делал его служащий. Сам он страдал тяжёло формой гемиплегии.
Константин Сфакианакис умер от сердечной недостаточности 28 ноября 1890 года в Агиос Николаос, где и был похоронен. Поскольку османские власти не разрешали звонить в колокола, его соратники разрядили залпы из незаконно пронесенного ими оружия, и удалились до вмешательства властей.
7 июля 1936 года, согласно его завещания, его останки были перезахоронены в Врахаси, в селе где он вырос и жил. Перезахоронение состоялось в присутствии его внуков и единственного на тот момент живого из его сыновей Михаила.
Бронзовый бюст Сфакианакиса, работы скульптора Парантиноса, был установлен на площади села в августе 1970 года.